# NGC 4945
NGC 4945 је спирална галаксија у сазвежђу Кентаур која се налази на NGC листи објеката дубоког неба.
Деклинација објекта је - 49° 27' 46" а ректасцензија 13h 5m 26,1s. Привидна величина (магнитуда) објекта NGC 4945 износи 8,6 а фотографска магнитуда 9,3. Налази се на удаљености од 4,280 милиона парсека од Сунца. NGC 4945 је још познат и под ознакама ESO 219-24, AM 1302-484, IRAS 13025-4911, PGC 45279.